# Festival dalmatinskih klapa – Omiš 1969.
Festival dalmatinskih klapa Omiš 1969. bila je glazbena manifestacija klapskog pjevanja u Omišu u Hrvatskoj. Festival se održao 27. srpnja 1969. godine.
Natjecale su se sljedeće muške klape:
- Klapa Dalmacijacement, Vranjic, Ljubo Stipišić
- Klapa Jadera, Zadar
- Klapa Jedinstvo, Split, Ljubo Stipišić
- Klapa Lučica, Split, Duško Tambača
- Klapa Mostar-Abrašević, Mostar, Ilija Vasilj
- Klapa Prijatelji mora, Sarajevo, Zdenko Tadić
- Klapa Sloboda, Vranjic
- Klapa Split,[n 1] Split, Ljubo Stipišić
- Klapa Srdela, Makarska, Joško Buble
- Klapa Sućurani, Kaštel Sućurac
- Klapa Trogir, Trogir, Ljubo Stipišić
- Klapa Varošani, Split, Antun Milatić

Napomene:
1. ↑  Nastupili samo na večeri novih skladbi

## Nagrade

### Večer novih skladbi
Zlatna plaketa autoru najuspješnije skladbe
- Skladba "Bistro more" - Glazba i tekst: Živan Pačić; izvela Klapa Trogir

Plaketa za najbolju izvedbu:
- Klapa Split, za skladbu "Pjesma Baškoj vodi" - glazba i tekst: Smiljan Radić

Zlatna plaketa publike:
- Skladba "Ja i moja Ane", glazba i tekst: Milorad Vučetić; izvela Klapa Jedinstvo, Split

### Završna večer klapa
1. Nagrada stručnog žirija - zlatni štit s grbom Grada Omiša:
- Klapa Jedinstvo, Split

2. Nagrada stručnog žirija - srebrni štit s grbom Grada Omiša:
- Klapa Srdela, Makarska
- Klapa Trogir, Trogir

3. Nagrada stručnog žirija - brončani štit s grbom Grada Omiša:
- Klapa Dalmacijacement, Vranjic

1. Nagrada publike - zlatni omiški leut
- Klapa Trogir, Trogir

2. Nagrada publike - srebrni omiški leut
- Klapa Prijatelji mora, Sarajevo

3. Nagrada publike - brončani omiški leut
- Nagrada nije dodijeljena

## Vanjske poveznice
- Službene stranice